# مصطفى عبد الغني
مصطفى عبد الغني (14 يونيو 1947- ) باحث ومؤلف وصحفي وكاتب مصري.

## سيرته
ولد الدكتور مصطفى عبد الغني في القاهرة يوم السبت 25 رجب 1366هـ الموافق 14 يونيو (حَزِيران) 1947م. حصل على ليسانس آداب من جامعة عين شمس علم 1977م، وماجستير في التاريخ الحديث عام 1981م بأطروحة بعنوان «طه حسين ودوره السياسي 1954 - 1970م»، ودكتوراه في فلسفة التاريخ الحديث عام 1988م بأطروحة بعنوان «المثقفون وعبد الناصر 1945 - 1968م». تولى رئاسة القسم الثقافي في جريدة الأهرام، خاصة النسخة الدولية منها.
حاصل على دكتوراه في فلسفة التاريخ. رئيس القسم الثقافي في جريدة الأهرام

## نشاطاته
عضو في العديد من المؤسسات الثقافية، منها:
- عضو لجنة الدراسات الأدبية بالمجلس الأعلى للثقافة.
- عضو مجلس إدارة اتحاد الكتاب، (رئيس لجنة العلاقات العربية).
- عضو الجمعية التاريخية.
- عضو جمعية النقد الأدبي.
- مستشار سابق لمجلة (بريزم) التي تصدر بأكثر من لغة عن وزارة الثقافة.

يواصل المؤلف مشروعه لكتابة تاريخ وتطور اتجاهات النقد العربي في العصر الحديث، وقد صدر من هذا المشروع الجزء الأول بعنوان: (اتجاهات النقد العربي الحديث) عن الهيئة العامة للكتاب.

## مؤلفاته وآثاره
وصلت أعماله إلى قرابة سبعين مؤلفا. دُرِّست بعض مؤلفاته في الجامعات الغربية إذ سعت جامعة السوربون في باريس إلى تدريس كتاباته عن الفكر السياسي على يد العالم الفرنسي المعروف جاك بيرك في قسم الدراسات العليا. له العديد من المقالات والدراسات المهمة في العديد من الدوريات العربية منها: "عالم الفكر، المستقبل العربي، الناقد، فصول، القاهرة، البيان، الاجتهاد.. وغيرها.
تناول الاتجاه القومي في الرواية العربية من خلال بحث دؤوب استمر لسنوات زار خلالها معظم الأقطار العربية، وعقد لقاءات مفتوحة مع أغلب كتاب الرواية العرب، للتعرف على مداخلهم الإبداعية، وانكب على نصوصهم الإبداعية درسًا وتحليلًا ونقدًا. وعلى هذا النحو، فإن "مشروعه" يتحدد في عدة محاور لعل من أهمها: رصد "اتجاهات النقد العربي الحديث والمعاصر" وقد صدر له منه بالفعل الجزء الأول، وبقية الأجزاء في قيد الطبع. وإعادة صياغة سلسلة من السيرة الذاتية وأدب الرحلة، تغلب عليها الطابع الأدبي، منها "قبل الخروج: سيرة ذاتية وفكرية"، و"جسر الجمَرات: من أدب الرحلات"، و"مشرق ومغرب: من أدب الرحلات".. إلى غير ذلك.

### النقد الأدبي
1. الاتجاه القومي في الرواية: (سلسلة عالم المعرفة)، الكويت، 1994. (حصل على جائزة الدولة التشجيعية في النقد الأدبي 1997). الطبعة الثانية، الهيئة العامة للكتاب، القاهرة، 1999).
2. نجيب محفوظ: الثورة والتصوف: هيئة الكتاب، 1994، الطبعة الثانية، الهيئة العامة للكتاب، مكتبة الأسرة، القاهرة، 2002.
3. الشرقاوي متمردا: دار التعاون، القاهرة 1987.
4. قضايا الرواية العربية في نهاية القرن العشرين: المكتبة اللبنانية المصرية. القاهرة، 1999.
5. نقد الذات في الرواية الفلسطينية: دار سيناء. القاهرة 1998.
6. الغيم والمطر، الرواية الفلسطينية من النكبة إلى الانتفاضة: دار جهاد، 2002.
7. البنية الشعرية عند فاروق شوشة: الهيئة العامة للكتاب، القاهرة، 1992.
8. عنصر المكان في شعر محمد أبو سنة: هيئة قصور الثقافة ، القاهرة، 1996.
9. زكي نجيب محمود "سلسلة نقد الأدب" :الهيئة العامة للكتاب، القاهرة، 1992.
10. الخروج من التاريخ " دراسة في مدن الملح": الهيئة العامة للكتاب، القاهرة، 1993.
11. المسرح المصري في السبعينات، ج 1: الهيئة العامة للكتاب، القاهرة، 1978.
12. المسرح المصري في الثمانينات، ج 2: الطبعة الأولى، دار الوفاء، القاهرة، 1984: الطبعة الثانية، الهيئة العامة للكتاب.القاهرة 1995.
13. في دائرة النقد: المجلس الأعلى للآداب، 1984.
14. اتجاهات النقد الروائي المعاصر: ج 1 الهيئة العامة للكتاب القاهرة 2001
15. الاتجاه الإنساني في الرواية العربية، دار اليمامة، الرياض 2007[5]

### الأعمال الفكرية
1. طه حسين والسياسة، دار المستقبل، القاهرة، 1976.
2. تحولات طه حسين، هيئة الكتاب، ج 2، القاهرة، 1990.
3. طه حسين وثورة يوليو، ج 3، القاهرة، 1989.
4. المفكر والأمير، العلاقة بين طه حسين والسلطة، الهيئة العامة للكتاب، القاهرة، 1997.
5. طه حسين .. الذى لا نعرفه، تحت الطبع
6. المثقفون وعبد الناصر، دار سعاد الصباح، ط 1، القاهرة، 1992. الطبعة الثانية، دار غريب، القاهرة، 2000.
7. مثقفون وجواسيس – دراسة في أزمة الخليج، دار الأمين، القاهرة، 1997.
8. المثقف العربي والعولمة: مهرجان القراءة للجميع، الهيئة العامة للكتاب، القاهرة، 2001.
9. شهرزاد في الفكر العربي الحديث: الطبعة الأولى، دار الشروق، القاهرة، 1985، دار شرقيات، ط 2، القاهرة، 1995.
10. الجات والتبعية الثقافية: مركز الحضارة العربية، القاهرة، ط 1، 1988: مكتبة الأسرة، هيئة الكتاب، ط 2، 2001: مكتبة الأسرة، هيئة الكتاب، ط 3، 2002.
11. الذاكرة المثقوبة – نهب وثائق العرب – الهيئة العامة للكتاب، القاهرة، 1999.
12. القراءة للجميع – دراسة وتحليل: مهرجان القراءة للجميع، الهيئة العامة للكتاب، القاهرة، 2001.
13. تيارات الفكر العربي الحديث، المجلس الأعلى للثقافة، القاهرة، 2001
14. مستقبل الجامعة في مصر: مركز الحضارة العربية، القاهرة، 2002
15. وثائق ومذكرات  ثورة يوليو، دار أطلس القاهرة 2005
16. الرقابة المركزية الأمريكية على الانترنت في الوطن العربي، دار عين ،القاهرة2005
17. المراكز البحثية العربية ، روز اليوسف، القاهرة ج1 . المستشرقون الجدد ،المراكز البحثية الغربية ،الدار المصرية اللبنانية، القاهرة 2007 تاريخ حديث ومعاصر:
18. الجبرتي والغرب – دراسة حضارية مقارنة الهيئة العامة للكتاب، القاهرة، 1995.
19. الفريسة والصياد – الدور الأمريكي في اغتيال حسن البنا، مدبولي الصغير، القاهرة، 2001.
20. مؤرخو الجزيرة العربية: دار الموقف العربي، القاهرة، 1980
21. المؤثرات الفكرية في الثورة العربية: الهيئة العامة للكتاب، القاهرة، 1982.
22. حقيقة الغرب، بين الحملة الفرنسية والحملة الأمريكية،
23. مركز الحضارة العربية، القاهرة، 2001: الطبعة الثانية، الهيئة العامة للكتاب، مكتبة الأسرة، القاهرة، 2001.
24. الأوقاف على القدس– دراسة ، الهيئة العامة للكتاب ، القاهرة 2007[5]

### الإبداع المسرحي
1. الحصار: مسرح شعري، الهيئة العامة للكتاب، القاهرة، 1984.
2. الخروج من المدينة: مسرح شعري، الثقافة الجماهيرية، القاهرة، 1995.
3. اللاعب: مسرح شعري، الهيئة العامة للكتاب، القاهرة، 1996.
4. عودة الفرعون، الهيئة العامة للكتاب، القاهرة2007
5. اصطياد النمر، الثقافة الجماهيرية، القاهرة 2007

### أدب الرحلة
1. جسر الجمرات: 1421 هـ - 1423 هـ.
2. مشرق ومغرب، دار المصرية اللبنانية، القاهرة 2007[5]

### فن التراجم
1. أحمد بهاء الدين، سيرة قومية: دار هلا، القاهرة، 1996. (حصل على جائزة أحسن كتاب عن عام 1996 بمعرض القاهرة الدولي للكتاب).
2. اعترافات عبد الرحمن الشرقاوي: المجلس الأعلى للثقافة، القاهرة، 1996.
3. عمالقة وعواصف، دار الجهاد، القاهرة، 1998.

### الترجمة
1. الوداع: ترجمة آخر أشعار آرجوان: هيئة الكتاب، القاهرة، 1986.

### السيرة الذاتية
1. قبل الخروج: سيرة شبه ذاتية، دار الهلال القاهرة: فبراير2007
2. قبل الخروج: سيرة فكرية ، دار الهلال القاهرة مارس2007

### المعاجم
1. معجم مصطلحات التاريخ العربي الحديث والمعاصر، الهيئة العامة للكتاب، القاهرة، 2003.[5]

## جوائزه
حصل الدكتور مصطفى عبد الغنى على جوائز عديدة من جهات ثقافية مصرية وعربية، أهم هذه الجوائز:
- جائزة وزارة الثقافة المصرية عام 1982. جائزة نقابة الصحفيين المصريين عام 1987.
- جائزة المجلس الأعلى للثقافة في (النقد الأدبي) عام 1966.
- جائزة أحسن كتاب عن عام 1996 من معرض القاهرة الدولي للكتاب عن كتاب: «أحمد بهاء الدين: سيرة قومية»، دار الهلال، القاهرة، 1996.
- جائزة الدولة التشجيعية في النقد الأدبي (عام 1997 عن كتابه: «الإتجاه القومي في الرواية»، سلسلة عالم المعرفة – الكويت، 1994، وطبع الكتاب لأكثر من مرة.
- الجائزة الأولى من جامعة المنيا في الثمانينات عن كتابه: «شهرزاد في الفكر العربي».